# Николаев, Владимир Александрович
Владимир Александрович Николаев (22 июня 1911, Омск — 26 октября 2000, Новосибирск) — советский и российский учёный, доктор геолого-минералогических наук, исследователь геологии Западно-Сибирской равнины, председатель новосибирского отделения Географического общества, лауреат Государственной премии СССР (1978), заслуженный деятель науки (1981).

## Биография
Родился 22 июня 1911 года в Омске. В 1934 году окончил Сибирский горный институт (геолого-разведочный факультет). Во время Великой Отечественной войны участвовал в поисках оловянных руд в районе Колымы и каменного угля на юге Казахстана.
В 1946 году стал научным сотрудником Горно-геологического института ЗСФ АН СССР. В течение нескольких лет возглавлял комплекс лаборатории нефти и газа Западно-Сибирского филиала АН СССР.
После организации Института геологии и геофизики СО АН СССР руководил лабораторией геоморфологии и неотектоники. С 1964 по 1976 год был заместителем главного редактора и соавтором 15-томного труда «История развития рельефа Сибири и Дальнего Востока».
Создал свыше 300 научных публикаций. Долгое время занимал должность председателя государственной экзаменационной комиссии в Томском университете.
В 1985 году в ходе VIII съезда географов стал почётным членом общества.
Похоронен на Южном кладбище Новосибирска (квартал У).

## Деятельность
Участвовал главным образом в геологических исследованиях Западно-Сибирской равнины. Занимался разработкой вопроса о взаимосвязи геологического строения равнины с её современным рельефом; результаты этих исследований использовались для глубокого опорного бурения на нефтегазоносных территориях Западной Сибири.
Занимался развитием нового системно-формационного направления и разработкой положения по мелиоративной оценке рельефа. Обосновал новую классификацию для рельефа Земли.